# Első gyilkosság
Az Első gyilkosság (eredeti cím: First Kill) 2017-ben bemutatott amerikai akciófilm, melyet Steven C. Miller rendezett. A főbb szerepekben Hayden Christensen és Bruce Willis látható.
A film forgatása 2016 augusztusában kezdődött az ohiói Granville-ben. Az Amerikai Egyesült Államokban 2017. július 21-én mutatták be. Magyarországon DVD-n jelent meg szinkronizálva.

## Rövid történet
Egy apa és fia lövöldözés szemtanúja lesz, majd ellátják az incidens sebesültjét, ő azonban egy bankrabló és túszul ejti a fiút.

## Szereplők
| Színész            | Szerep                    | Magyar hang     |
| ------------------ | ------------------------- | --------------- |
| Hayden Christensen | William "Will" Beeman     | Moser Károly    |
| Bruce Willis       | Marvin Howell rendőrtiszt | Kőszegi Ákos    |
| Ty Shelton         | Danny Beeman              | Mayer Marcell   |
| Gethin Anthony     | Levi Barrett              | Harcsik Róbert  |
| Megan Leonard      | Laura Beeman              | Laurinyecz Réka |
| Tyler Jon Olson    | Tom Davies tiszt          |                 |
| Deb G. Girdler     | Dottie néni               | Bessenyei Emma  |
| William DeMeo      | Richie Stechel            |                 |
| Shea Buckner       | Charlie Stechel           |                 |